# Orelsan
Aurélien Cotentin, más conocido por su pseudónimo Orelsan (Alenzón, 1 de agosto de 1982) es un rapero, compositor, actor y director francés.

## Carrera
En febrero del 2009 publica su primer álbum, Perdu d' avance, sucedido por, en septiembre del 2011, Las chant des sirènes. En el 2012 consigue el premio "artista revelación" en el ámbito de los Victoires de la musique.
Forma parte del dúo de hip hop Casseurs Flowters. El grupo publicó el álbum Orelsan et Gringe sont les Casseurs Flowters en noviembre del 2013. Ha contribuido y aportado ideas para canciones de varios artistas entre ellos destaca Stromae (considerado uno de sus amigos dentro de la industria del pop y el rap Francés) en títulos como ave cesaria y Carmen del álbum Racine Carrée y su última aportación actualmente se encuentra en el título Bonne Journée del álbum Multitude donde se le atribuyen créditos. 
El 15 de octubre del 2021, se estrena una Serie Original “Montre Jamais ça á personne” en la plataforma de Amazon Prime la cual muestra sus inicios como artista y sus logros de la actualidad, dentro del proyecto se encontraron vigentes varios artistas que formaron parte de su carrera tales como gringe # Skread Kyan Khojandi Stromae entre otros.

## Discografía
Álbum
- 2009 - Perdu d'avance
- 2011 - Le chant des sirènes
- 2013 - Orelsan et Gringe sont les Casseurs Flowters
- 2015 - Comment c'est loin
- 2017 - La fête est finie
- 2021 - Civilisation

EP
- 2010 - Zéro (digital)
- 2010 - N'importe comment (con The Toxic Avenger, digital)

Mixtape
- 2004 - Fantasy : Episode 1